# Chiococca filipes
Chiococca filipes là một loài thực vật có hoa trong họ Thiến thảo. Loài này được Lundell mô tả khoa học đầu tiên năm 1942.